# ۱۶۲ (پیش از میلاد)
۱۶۲ (پیش از میلاد) ۱۶۲مین سال قبل از تقویم میلادی است.